# Diploplecta duplex
Diploplecta duplex là một loài nhện trong họ Linyphiidae.
Loài này thuộc chi Diploplecta. Diploplecta duplex được Alfred Frank Millidge miêu tả năm 1988.